# Michaił Hardziejczuk
Michaił Hardziejczuk (biał. Міхаіл Гардзeйчук, ros. Михаил Гордейчук, Michaił Gordiejczuk; ur. 23 października 1989 w Saranie) – białoruski piłkarz grający na pozycji pomocnika.

## Kariera klubowa
W marcu 2012 roku został wypożyczony z BATE Borysów do Biełszyny Bobrujsk. Mistrz Wyszejszej lihi Białorusi (2019).
| Sezon | Klub               | Kraj       | Rozgrywki        | Mecze | Bramki |
| ----- | ------------------ | ---------- | ---------------- | ----- | ------ |
| 2008  | Chwala Pińsk       | Białoruś   | Pierszaja liha   | 25    | 5      |
| 2009  | Chwala Pińsk       | Białoruś   | Pierszaja liha   | 20    | 5      |
| 2010  | Naftan Nowopołock  | Białoruś   | Wyszejszaja liha | 32    | 3      |
| 2011  | BATE Borysów       | Białoruś   | Wyszejszaja liha | 20    | 1      |
| 2012  | Biełszyna Bobrujsk | Białoruś   | Wyszejszaja liha | 22    | 3      |
| 2013  | Biełszyna Bobrujsk | Białoruś   | Wyszejszaja liha | 31    | 9      |
| 2014  | BATE Borysów       | Białoruś   | Wyszejszaja liha | 22    | 12     |
| 2015  | BATE Borysów       | Białoruś   | Wyszejszaja liha | 26    | 2      |
| 2016  | BATE Borysów       | Białoruś   | Wyszejszaja liha | 28    | 15     |
| 2017  | BATE Borysów       | Białoruś   | Wyszejszaja liha | 29    | 18     |
| 2018  | BATE Borysów       | Białoruś   | Wyszejszaja liha | 11    | 4      |
| 2019  | Toboł Kustanaj     | Kazachstan | Priemjer Ligasy  | 14    | 2      |
| 2019  | Dynama Brześć      | Białoruś   | Wyszejszaja liha | 11    | 4      |
| 2020  | Dynama Brześć      | Białoruś   | Wyszejszaja liha | 29    | 10     |